# Adesmia emarginata
Adesmia emarginata Clos è una specie della famiglia delle Fabacee (o Leguminose), diffusa in Argentina e Cile, ove è nota con il nome di paramela.

## Descrizione
È un cespuglio che presenta delle foglie verdi brillanti molto piccole, dei fiori ermafroditi gialli con alcune sfumature marroni ed ha generalmente un'altezza di 1 m.